# Foglie al vento
Foglie al vento (In finlandese Kuolleet lehdet, in inglese Fallen Leaves) è un film del 2023 scritto e diretto da Aki Kaurismäki.

## Trama
Ansa è commessa in un supermercato, ma viene licenziata quando viene scoperta a regalare del cibo scaduto a un barbone. Holappa lavora in un cantiere edile, ma anche lui licenziato perché sorpreso a bere durante il lavoro. Le due solitudini si incontrano per caso una notte in un karaoke-bar a Helsinki. È l’ultima occasione per trovare il primo, unico e definitivo amore della loro vita. Il percorso è però intralciato dall’alcolismo di lui, dai numeri di telefono persi, dal non conoscere nomi o indirizzi reciproci e dalla tendenza generale della vita a porre ostacoli a chi cerca la propria felicità.

## Produzione
Le riprese del film sono cominciate nell'agosto 2022 nel quartiere di Kallio, ad Helsinki. Il regista l'ha definito una continuazione della sua trilogia composta da Ombre nel paradiso (1986), Ariel (1988) e La fiammiferaia (1990). Kaurismäki ha girato, come tutti gli altri suoi film, utilizzando una tradizionale macchina da presa a 35 mm con poche inquadrature. Nel film ci sono telefoni cellulari e un computer, ma il film utilizza musiche del passato. Unico riferimento attuale è la guerra in Ucraina, le cui notizie passano di tanto in tanto alla radio. Il regista ha spiegato che è un problema molto sentito in Finlandia, perché la Russia è un paese confinante.

## Promozione
Il trailer del film è stato pubblicato online il 10 maggio 2023, seguito il 21 novembre da quello italiano.

## Distribuzione
Il film è stato presentato in anteprima il 22 maggio 2023 in concorso al 76º Festival di Cannes. È stato distribuito nelle sale cinematografiche finlandesi a partire dal 15 settembre dello stesso anno.
È stato distribuito in Italia da Lucky Red a partire dal 21 dicembre 2023.

## Accoglienza

### Incassi
Il film ha incassato globalmente 6627844 $. Con oltre 200000 spettatori, è risultato il film più visto dell'anno al cinema in Finlandia.

### Critica
Su Rotten Tomatoes il 97% delle 167 recensioni critiche è positivo, con un voto medio di 8.2/10; su Metacritic il voto medio di 30 critici è 86/100.

## Riconoscimenti
- 2024 - Golden Globe[10]
  - Candidatura per il miglior attrice in un film commedia o musicale ad Alma Pöysti
  - Candidatura per il miglior film straniero
- 2023 - British Independent Film Awards[11]
  - Candidatura per il miglior film internazionale
- 2023 - European Film Awards[12]
  - Candidatura per il miglior film
  - Candidatura per il miglior regista ad Aki Kaurismäki
  - Candidatura per il miglior attore a Jussi Vatanen
  - Candidatura per la miglior attrice ad Alma Pöysti
  - Candidatura per la miglior sceneggiatura ad Aki Kaurismäki
- 2023 - Festival di Cannes[3][13][14][15]
  - Premio della giuria
  - Menzione speciale alla Dog Palm al meticcio Bijou nel ruolo di Chaplin
  - Menzione speciale al premio AFCAE
- 2023 - National Board of Review Awards[16]
  - Migliori cinque film stranieri